# Альберто Аквілані
Альб́ерто Аквіл́ані (італ. Alberto Aquilani; нар. 7 липня 1984 року, Рим, Італія) — італійський футболіст, півзахисник збірної Італії та «Спортінг» (Лісабон).

## Кар'єра

### «Рома»
Займався в школі «Спес Монтесакро», де був помічений скаутами «Роми». Виступав за «Рому» на юнацькому рівні. У березні 2001 року перспективного гравця намагалися придбати «Челсі» і «Арсенал», але він волів залишитися в «Ромі». 17 грудня 2002 Аквілані провів свій перший матч за основну команду «Роми» — у матчі-відповіді Кубка Італії проти «Трієстини» (1:1; 4:1 пен.). 10 травня 2003 дебютував в Серії A в матчі проти «Торіно» (3:1). Сезон 2003/04 Аквілані провів в оренді в «Трієстині», що була середняком Серії B, там він був гравцем основного складу (41 гра, 4 голи), і його гра за цю команду, було високо оцінено фахівцями. Після повернення в «Рому» він почав регулярно виходити на поле та показував непогану гру, проте пропустив чимало ігор через травми. Виграв із клубом два Кубки Італії, боровся за високі місця в Серії A, грав у єврокубках. Провів за команду 147 матчів (з них 102 в Серії A), забив 15 голів (9 у Серії A).

### «Ліверпуль»
Влітку 2009 року в пресі з'явилися повідомлення про те, що Аквілані може перейти з «Роми» до «Ліверпуля», що шукав заміну Хабі Алонсо, який був близький до переходу в мадридський «Реал». 6 серпня було опубліковано офіційне повідомлення про те, що принципової згоди між клубами про трансфер досягнуто, після чого «червоні» отримали можливість вести переговори з самим Альберто. 7 серпня «Ліверпуль» підтвердив, що гравець успішно пройшов медогляд, і контракт з ним підписаний. 13 серпня було оголошено, що в новій команді Альберто отримав четвертий номер, який до нього носив Самі Хююпяя.

### «Ювентус»
21 серпня 2010 «Ліверпуль» і «Ювентус» досягли угоди про річну оренду гравця. 25 серпня Аквілані підписав контракт з «бьянконері» на рік з можливістю пріоритетного права викупу футболіста після закінчення сезону 2010/11 за 16 млн євро.
24 червня 2011 року агент гравця заявив, що Аквілані повернеться в «Ліверпуль», тому що «Ювентус» не буде викупляти його контракт.

### Збірна Італії
Має великий досвід виступів за юнацькі збірні Італії різних віків. У 2003 році виграв чемпіонат Європи до 19 років, провів всі п'ять матчів фінальної стадії турніру, забив один гол, був одним з провідних гравців команди. 15 листопада 2006 провів свій перший матч за дорослу збірну країни, проти Туреччини (1:1). Був гравцем основного складу молодіжної збірної на першості Європи для гравців віком до 21 років у 2007 р., забив 2 голи на турнірі. Брав участь у складі збірної Італії в чемпіонаті Європи 2008 року, провів два матчі з чотирьох. 15 жовтня 2008 відкрив рахунок своїм голам за національну збірну, зробивши дубль в матчі відбіркового турніру ЧС-2010 з чорногорцями (рахунок матчу 2:1).

## Приватне життя
З 4 липня 2012 року був одружений з італійською акторкою Мікелою Кваттрочокке, із якою має двох доньок: Аврору та Діаманте. 11 травня 2020 року пара оголосила про розлучення.

## Досягнення
«Рома»
- 2-е місце в чемпіонаті Італії: 2005/06, 2006/07, 2007/08
- Володар Кубка Італії: 2006/07, 2007/08
- Фіналіст Кубка Італії: 2002/03, 2004/05, 2005/06
- Володар Суперкубка Італії: 2007

«Мілан»
- 2-е місце в чемпіонаті Італії: 2011/12

«Фіорентіна»
- Фіналіст Кубка Італії: 2013/14

«Спортінг»
- Володар Суперкубка Португалії: 2015
- 2-е місце в Прімейра-лізі: 2015/16

збірна Італії до 19 років
- Чемпіон Європи (U-19): 2003